# I-42 (sous-marin)
Le I-42 (イ-42) est un sous-marin japonais de type B Mod.1 ((乙型改一（伊四十型）, Otsu-gata Kai-1）ayant servi durant la Seconde Guerre mondiale dans la Marine impériale japonaise. 
Pendant la Seconde Guerre mondiale, il a été coulé durant sa première patrouille de guerre en mars 1944.

## Construction
Construit par l'Arsenal naval de Kure au Japon, le I-42 a été mis sur cale le 18 mars 1942 sous le nom de Sous-marin No. 372. Le 20 août 1942, il est renommé I-42 et a été lancé le 10 novembre 1942 et rattaché au district naval de Yokosuka. Il a été achevé et mis en service le 3 novembre 1943.

## Description
Le I-42, pesant près de 2 624 tonnes en surface, était capable de plonger à 100 m, puis de se déplacer à une vitesse maximale de 8 nœuds, avec une autonomie de 96 milles nautiques à une vitesse réduite de 3 nœuds. En surface, sa portée était de 14 000 milles nautiques, développant une vitesse maximale de 23,6 nœuds. Il transportait un hydravion de reconnaissance biplace Yokosuka E14Y (connu des Alliés sous le nom de Glen), stocké dans un hangar hydrodynamique à la base de la tour de navigation (kiosque).

## Histoire de service
Dès sa mise en service, le I-42 fut officiellement rattachée au district naval de Yokosuka. Fin novembre 1943, il participa avec les sous-marins I-43, Ro-40 et Ro-113 et le ravitailleur de sous-marins Chōgei à des exercices de lutte anti-sous-marine dans l'Iyo-nada en mer intérieure de Seto. Le 1er janvier 1944, il fait partie de la 11e division de sous-marins du 7e escadron de sous-marins avec les I-43, Ro-40, Ro-113 et les sous-marins I-52, I-183, I-184, Ro-41, Ro-43, Ro-114 et Ro-115. Le 31 janvier 1944, il est réaffecté à la 15e division de sous-marins de la 6e Flotte.
Le 12 février 1944, le I-42 quitta Yokosuka pour sa première patrouille de guerre, à laquelle il est assigné à  une zone de patrouille au nord-est de Truk. Il atteignit sa zone de patrouille le 20 février 1944. Il fit escale à Saipan dans les îles Mariannes les 3 et 4 mars 1944, puis se dirigea vers Truk, où il arriva le 7 mars 1944. Après avoir embarqué le fret et les passagers, il quitta Palau le 23 mars 1944 pour un voyage de ravitaillement à destination de Rabaul en Nouvelle-Bretagne, avec une date d'arrivée prévue pour le 30 mars 1944.
Le I-42 zigzaguait en surface à 18 nœuds (33 km/h) le premier soir de son voyage lorsque le sous-marin de l'United States Navy (marine américaine) USS Tunny, qui avait été alerté de l'horaire du I-42 par Ultra intelligence information, a détecté le I-42 sur son radar à une distance de 11 900 m à 21h19 le 23 mars 1944. Toujours en surface, le Tunny s'est rapproché à portée visuelle et a identifié le I-42 comme étant un sous-marin  japonais. Le I-42 a également aperçu le Tunny, et pendant près de 90 minutes, chaque sous-marin a manœuvré en surface pour obtenir une position de tir contre l'autre tout en essayant d'en refuser une à son adversaire. Enfin, à 23h24, alors que les deux sous-marins étaient à 6 milles nautiques (11 km) au sud-ouest d'Angaur, le Tunny a tiré quatre torpilles sur le I-42 à une distance de 1 700 m, puis a immédiatement viré à tribord pour éviter une collision et a plongé en catastrophe pour empêcher le I-42 de lancer sa propre attaque de torpilles. Juste avant la fermeture de l'écoutille du Tunny, son équipage a vu un éclair brillant et a senti et entendu deux explosions. Plongeant à 150 pieds (46 m), le Tunny a fait le tour de la zone, et son opérateur sonore a entendu les bruits de des hélices du I-42 s'arrêter. L'équipage du Tunny a entendu les bruits du I-42 se disloquer pendant l'heure qui a suivi. Le I-42 a coulé avec la perte des 102 hommes à bord à la position géographique de 6° 40′ N, 134° 03′ E.
Le 27 avril 1944, la marine impériale japonaise a déclaré le I-42 présumé perdu avec tout son équipage au nord des îles de l'Amirauté. Il a été rayé de la liste de la marine le 30 avril 1944.